# NtEd
NtEd — нотный редактор, компьютерная программа для операционной системы Linux. Графический интерфейс основан на библиотеках GTK+.

## Функции
- До 4 голосов на нотном стане.
- До 5 строк для текста песен.
- Транспонирование.
- Трели, морденты, стаккато, тенуто, сфорцандо.
- Нотация для ударных инструментов.
- Форшлаги.
- Буквенное и диаграммное (в виде табулатур) обозначение аккордов шестиструнной гитары.
- Ввод нот с компьютерной и MIDI-клавиатур.
- Экспорт данных в форматы PS, PDF, PNG, SVG, MIDI, а также в формат нотного редактора LilyPond.
- Импорт данных в форматах MIDI, MusicXML.